# Platja de Garraf
La platja de Garraf és una platja urbana del municipi de Sitges (Garraf) situada al poble de Garraf, a llevant del port de Garraf, al peu de les muntanyes de la serra de Coma Roja, del massís de Garraf. Limita pel seu extrem nord-est amb un petit penya-segat, la punta dels Corrals, i pel seu extrem sud-oest amb el port de Garraf. Entre la platja i el tren hi ha les casetes de la platja de Garraf, un conjunt de 33 cases de bany alçades sobre la sorra. Té una longitud de 345 metres i una amplada de 29 metres, formada per sorra fina, barrejada amb pedres, amb molt poc pendent d'entrada al mar.
Hi ha un hotel en plena platja i un parell de restaurants. Disposa de servei de dutxes, lavabos i equip de salvament, a més de rampes per a persones amb mobilitat reduïda. S'hi lloguen gandules, para-sols i patins de pedals.
Està guardonada amb la Bandera Blava, que reconeix internacionalment la qualitat de l'aigua i serveis. L'Agència Catalana de l'Aigua efectua un control setmanal de la qualitat de l'aigua, durant la temporada de bany, amb el resultat d'excel·lent. La platja del Garraf està adherida a la destinació Costa de Barcelona, certificada per Biosphere des del 2017.